# Повторяющиеся последовательности ДНК
Повторя́ющиеся после́довательности ДНК (англ. Repetitive DNA) — участки ДНК, включённые в геном, последовательность которых состоит из повторяющихся фрагментов. Выделяют 2 типа таких повторяющихся последовательностей:
- Тандемные повторы
  - Сателлитная ДНК
  - Минисателлиты
  - Микросателлиты
- Диспергированные повторы
  - SINEs
  - LINEs

У приматов большая часть повторов типа LINEs и LINE-1, а также большинство повторов типа SINE являются Alu-повторами.
У прокариот CRISPR представляет собой последовательность чередующихся повторов и спейсеров.

## Другие типы повторов
Есть и другие, кроме описанных выше, типы повторов фрагментов ДНК:
- Прямые повторы
  - Общие прямые повторы
  - Местные прямые простые повторы
  - Местные прямые повторы со спейсерами
- Инвертированные повторы
  - Общие инвертированные повторы
  - Местные инвертированные повторы
  - Инвертированные повторы со спейсерами
  - Палиндромные повторы
- Зеркальные и «вывернутые наизнанку» повторы